# Herb powiatu strzelecko-drezdeneckiego
Herb powiatu strzelecko-drezdenecki – jeden z symboli powiatu strzelecko-drezdeneckiego, autorstwa Tadeusza Federa, ustanowiony 20 grudnia 1999.

## Wygląd i symbolika
Herb przedstawia na tarczy dzielonej w pas sześcioma srebrno-błękitnymi liniami falistymi w polu górnym czerwonym srebrną lilię, w polu dolnym srebrnym, po prawej stronie czerwony plan twierdzy z pięcioma bastionami, po lewej stronie czerwona róża ze złotym środkiem i pięcioma zielonymi listkami. Lilia pochodzi z herbu Strzelec Krajeńskich, twierdza to element z herbu Drezdenka, róża nawiązuje do herbu Dobiegniewa, natomiast linie faliste symbolizują Noteć.